# روساس
بلدية روساس (بالإسبانية: Rosas) هي بلدية تقع في مقاطعة جرندة التابعة لمنطقة كتالونيا شمال شرق إسبانيا.

## الديموغرافيا
بلغ عدد سكان بلدية روساس 19.731 نسمة عام 2011 (وفقاً للمعهد الوطني الإسباني للإحصاء).
| 11.483 | 12.408 | 14.214 | 15.535 | 18.139 | 20.197 | 19.731 |

## توأمة
لروساس اتفاقيات توأمة مع:
- رودس